# Košarkaški klub Karpoš Sokoli
Il K.K. Karpoš Sokoli è una società cestistica, avente sede a Skopje, in Macedonia. Fondata nel 1996, gioca nel campionato macedone.

## Palmarès
- Coppa di Macedonia: 1

2017